# Socket 495
Socket 495 — рознім для мобільних варіантів мікропроцесорів Intel Celeron у 2006 році для власної лінійки мобільних процесорів Intel Core.

## Технічні специфікації
Цей рознім має 495 контактів, 1.27 мм крок і був розроблений з підтримкою радіаторів.
Використовувався на материнських платах з чипсетами Intel 440 серії. 
Рознім використовується переважно для мобільними варіантів процесорів Intel Celeron.